# Secreto de Confesión (película)
Secreto de Confesión es el título de la primera película del cine de Filipinas en español, que se presentó en su día como "la primera película hablada y cantada en español producida en Filipinas".

## Distribución Internacional
La cinta se exhibió con bastante éxito de taquilla en Estados Unidos, Cuba, Puerto Rico y varios países de América Latina. También fue exhibida en Macao, Hong Kong, España y Portugal.
Otras películas filipinas en español de la misma época, como Las Dulces Mestizas, Muñecas de Manila o el El Milagro del Nazareno de Quiapo, tuvieron incluso mayores éxitos taquilleros que Secreto de Confesión, ya que se estaba empezando a formar canales de distribución internacionales para la industria del cine filipino de habla española.

## Pérdida durante la Segunda Guerra Mundial
Lamentablemente, todas las copias existentes de la película se perdieron durante el bombardero estadounidense de Manila al final de la Segunda Guerra Mundial. No fue la única película destruida durante el conflicto armado, ya que solo se conservan copias de cinco películas filipinas anteriores a la guerra, ninguna de ellas en español.

## Versiones
Una versión en tagalo, producida años más tarde, solo se exhibió tras 1945 en las principales ciudades del archipiélago filipino, aunque con menos éxito taquillero.

## Legado artístico
A Guillermo Gómez Rivera, escritor filipino de lengua española y director de la Academia Filipina de la Lengua Española, se le atribuye la recuperación en la memoria de la industria cinematográfica filipina esta película, que ya había sido olvidada.